# 西田実
西田 実（にしだ みのる、1916年 - 2006年）は、日本のアメリカ文学者。
白百合短期大学助教授、東京外国語大学教授、白百合女子大学教授を務め、1987年退任。
ユージン・オニールなどアメリカ文学専攻で、翻訳も多いが、英文解釈の参考書の執筆もしている。

## 著書
- 『特殊構文の征服』（旺文社） 1970
- 『英単語の知識』（岩波ジュニア新書） 1982
- 『英文解釈の基礎 熟語の知識』（岩波ジュニア新書） 1983
- 『英語をクリアしよう 前置詞の知識』（岩波ジュニア新書） 1987
- 『英語でthinking 基本動詞の使いかた』（岩波ジュニア新書） 1988
- 『英語をbrush up 重要動詞を中心に』（岩波ジュニア新書） 1989
- 『基礎編 英文解釈のトレーニング』（Z会出版） 1991
- 『英文解釈のトレーニングPLUS』（Z会出版） 1994

## 翻訳
- 『光と影』（ジョン・P・マークヮンド、鳴海四郎共訳、新鋭社） 1956
- 『幸福な王子 / 親友』（オスカー・ワイルド、英宝社：対訳シリーズ） 1958
- 『私の南北戦争従軍記 / アダムとイヴの日記』（マーク・トウェイン、筑摩書房、世界文学全集25） 1968
- 『マンハッタン乗換駅 / あらゆる国々にて』（ジョン・ドス・パソス、大橋健三郎共訳、中央公論社、世界の文学 新集36） 1969
- 『フィデルマンの絵』（バーナード・マラマッド、河出書房新社） 1970
- 『現代アメリカ短編選集 第3』（白水社） 1970
「家庭の事情」（マッカラーズ）
「ハーマンの一日」（H・スエドーズ）
「暗い通りの恋」（アーウィン・ショウ）
「将来の探究」（A・ミラー）
「悪魔ばらい」（マラマッド）
- 『夢を追う子』（W・H・ハドソン、福音館書店、福音館古典童話シリーズ） 1972
- 『赤い武功章 他』（スティーヴン・クレイン、岩波文庫） 1974
- 『空中ブランコに乗る中年男』（ジェームズ・サーバー、鳴海四郎共訳、講談社） 1974、講談社文庫 1987
- 『妻がヌードになる場合』（ジョン・チーヴァー、講談社） 1976
- 『りんごの世界』（チーヴァー、講談社、世界文学全集100） 1977
- 『ハックルベリー・フィンの冒険』上下（マーク・トウェイン、岩波文庫） 1977、のちワイド版
- 『ファルコナー』（チーヴァー、土屋宏之共訳、講談社） 1979
- 『楡の木陰の欲望』（ユージン・オニール、講談社、世界文学全集88） 1980
- 『夜のドン・キホーテ』（テネシー・ウィリアムズ、白水社、テネシー・ウィリアムズ小説集） 1981
- 『悲しき酒場の唄 / 騎手』（カーソン・マッカラーズ、白水社） 1982 / 抜粋・白水Uブックス 1992 / 新編・ちくま文庫 2023
- 『ギリシア・ローマ神話事典』（マイケル・グラント,ジョン・ヘイゼル、共訳、大修館書店） 1988

編著ほか
- 『アメリカ留学の実際知識』（Institute of International Education編、英潮社） 1971
- 『アーサー・ミラー』（宮内華代子共編著、山口書店、現代英米文学セミナー双書） 1982
- 『ユージン・オニール ノーベル賞アメリカ劇作家 西田実教授卒寿記念出版』（宮内華代子共編訳、講談社出版サービスセンター） 2005